# Eriogonum cusickii
Eriogonum cusickii är en slideväxtart som beskrevs av Marcus Eugene Jones. Eriogonum cusickii ingår i släktet Eriogonum och familjen slideväxter. Inga underarter finns listade i Catalogue of Life.